# Rainbow Alley Park
Rainbow Alley Park är en park i Kanada.   Den ligger i provinsen British Columbia, i den centrala delen av landet, 3 700 km väster om huvudstaden Ottawa. Rainbow Alley Park ligger 719 meter över havet. Den ligger vid sjöarna  Babine Lake och Nilkitkwa Lake.
Terrängen runt Rainbow Alley Park är kuperad åt sydväst, men åt nordost är den platt. Rainbow Alley Park ligger nere i en dal. Trakten runt Rainbow Alley Park är nära nog obefolkad, med mindre än två invånare per kvadratkilometer.. 
I omgivningarna runt Rainbow Alley Park växer i huvudsak barrskog.